# Пробкотрон

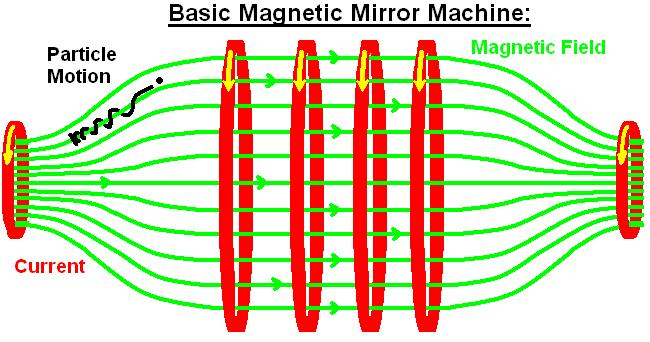
Упрощенная схема. По краям расположено два «магнитных зеркала» («пробки»).

«Пробкотро́н» (ловушка с магнитными пробками) — в физике плазмы один из видов открытых линейных плазменных ловушек с магнитными зеркалами (или «пробками»).
Изобретены независимо друг от друга в 1950-е годы Р. Постом и Г. И. Будкером.
Представляют собой открытую ловушку для удержания плазмы. Открытыми они названы, поскольку имеют линейную, незамкнутую форму, причём линии магнитного поля пересекает торцы плазменной области, которая как бы «открыта» с концов. Для удержания плазмы в них создается особая конфигурация магнитного поля, линии которого сближаются вблизи торцов, что создает подобие пробки для заряженных частиц (зеркала, уменьшающие утечку плазмы). В простейшем случае пробка состоит из нескольких катушек. Для стабилизации неустойчивостей в плазме в пробках используются сложные конфигурации магнитного поля, например, квадрупольное (палки Иоффе), «бейсболл» и «иньянь»
В пробкотроне (который может представлять собой, например, трубу внутри соленоидальной катушки) создается продольное магнитное поле, причём на торцах трубы плотность витков обмотки больше, и магнитное поле выше, чем в центре. Заряженные частицы плазмы, двигаясь вдоль магнитных силовых линий, отражаются от областей более сильного поля — пробок. Существуют и другие конструкции пробкотронов, например Антипробкотрон (biconic cusp), в котором ток в торцевых катушках направлен в разные стороны.
Долгое время считалось, что такой тип установок обречен иметь очень низкую температуру плазмы, и они могут служить лишь в качестве инструмента изучения фундаментальных свойств плазмы и стендов для поддерживающих экспериментов для ИТЭР. Однако, в последние годы исследователи ИЯФ на установке ГДЛ (ГазоДинамическая Ловушка) сумели значительно увеличить температуру нагрева плазмы, в 2016 году доведя её до рекордных 10 миллионов градусов по Цельсию. Время удержания плазмы составило миллисекунды.

## Замечание
В тех. жаргоне пробкотроном называют любой мощный электрический прибор, создающий помехи в сети или приводящий к срабатыванию предохранителей («пробок»).
Также термином «пробкотрон» в шутку обозначают любую неработающую, плохо работающую или крупногабаритную установку.